# Titan (yacht)
Pour les articles homonymes, voir Titan.
Le Titan est un yacht de luxe construit en 2010 au chantier naval Abeking & Rasmussen (en) en Allemagne. Les designs intérieur et extérieur de Titan ont été faits par Reymond Langton Design Ltd,. Le Titan a deux sister-ships, l'Amaryllis et l'Eminence (en), mais il est légèrement plus gros.

## Propriétaires
Le yacht est la propriété d'Alexander Abramov, un oligarque et milliardaire russe dirigeant de l'entreprise sidérurgique Evraz.

## Description
La longueur du yacht est 78,43 m et la largeur est de 12,40 m. Le tirant d'eau du yacht est de 3,20 m. La coque est en acier, avec une superstructure faite d'aluminium. Le yacht est enregistré aux îles Bermudes.
Il existe deux bateaux similaires ("sisterships") au Titan : l'Eminence et le C2.

## Moteurs
Les principaux moteurs sont deux Caterpillar Inc. 3516 DITA avec une puissance de 2 000 chevaux chacun. Le yacht peut atteindre une vitesse maximale de 16 nœuds (30 km/h), tandis que la vitesse de croisière est de 14 nœuds (26 km/h).